# Prémios do Cinema Europeu de 2015
A 28.ª Edição dos Prémios do Cinema Europeu foi apresentada no dia 12 de dezembro de 2015, em Berlim, Alemanha. Os vencedores serão selecionados pelos mais de 2 500 membros da Academia de Cinema Europeu.

## Vencedores e nomeados
Nota 1: A cor de fundo       indica os vencedores.
Nota 2: Passando o cursor sobre a bandeira aparecerá o nome do país ou nacionalidade correspondente.

### Melhor filme
| Filme                                              | Título no Brasil                                        | Título em Portugal                                | Realização/Direção  | País(es) de produção |
| -------------------------------------------------- | ------------------------------------------------------- | ------------------------------------------------- | ------------------- | -------------------- |
| Youth                                              | A Juventude                                             | A Juventude                                       | Paolo Sorrentino    | /                    |
| The Lobster                                        | O Lagosta                                               | A Lagosta                                         | Yorgos Lanthimos    | /                    |
| Mustang                                            | Cinco Graças                                            | Mustang                                           | Deniz Gamze Ergüven | /                    |
| En duva satt på en gren och funderade på tillvaron | Um Pombo Pousou num Galho Refletindo sobre a Existência | Um Pombo Pousou num Ramo a Refletir na Existência | Roy Andersson       | /                    |
| Hrútar                                             | A Ovelha Negra                                          | Carneiros                                         | Grímur Hákonarson   | /                    |
| Victoria                                           | Victoria                                                | Victoria                                          | Sebastian Schipper  | Alemanha             |

### Melhor comédia
| Filme                                              | Título no Brasil                                        | Título em Portugal                                | Realização/Direção | País(es) de produção |
| -------------------------------------------------- | ------------------------------------------------------- | ------------------------------------------------- | ------------------ | -------------------- |
| En duva satt på en gren och funderade på tillvaron | Um Pombo Pousou num Galho Refletindo sobre a Existência | Um Pombo Pousou num Ramo a Refletir na Existência | Roy Andersson      | /                    |
| La Famille Bélier                                  | A Família Bélier                                        | A Família Bélier                                  | Éric Lartigau      | França               |
| Le Tout Nouveau Testament                          | O Novíssimo Testamento                                  | Deus Existe e Vive em Bruxelas                    | Jaco Van Dormael   | /                    |

### Melhor documentário
| Documentário         | Título no Brasil   | Título em Portugal  | Realização/Direção | País(es) de produção |
| -------------------- | ------------------ | ------------------- | ------------------ | -------------------- |
| Amy                  | Amy                | Amy                 | Asif Kapadia       | Reino Unido          |
| Dancing with Maria   |                    |                     | Ivan Gergolet      | /                    |
| The Look of Silence  | O Peso do Silêncio | O Olhar do Silêncio | Joshua Oppenheimer | /                    |
| A Syrian Love Story  |                    |                     | Sean McAllister    | /                    |
| Toto si surorile lui |                    |                     | Alexander Nanau    | /                    |

### Melhor filme de animação
Os nomeados para Melhor Filme de Animação foram selecionados por uma Comissão composta por membros do Conselho dos Prémios do Cinema Europeu e representantes da Associação Europeia de Cinema de Animação.
| Filme                 | Título no Brasil            | Título em Portugal       | Realização/Direção          | País(es) de produção |
| --------------------- | --------------------------- | ------------------------ | --------------------------- | -------------------- |
| Song of the Sea       | Canção do Oceano            | Canção do Mar            | Tomm Moore                  | /                    |
| Adama                 |                             | Adama                    | Simon Rouby                 | França               |
| Shaun the Sheep Movie | Shaun, o Carneiro - O Filme | A Ovelha Choné - O Filme | Richard Starzak Mark Burton | /                    |

### Prémio do Público
O vencedor do Prémio Escolha do Público foi escolhido por votação on-line.
| Filme                                              | Título no Brasil                                        | Título em Portugal                                | Realização/Direção                  | País(es) de produção |
| -------------------------------------------------- | ------------------------------------------------------- | ------------------------------------------------- | ----------------------------------- | -------------------- |
| La isla mínima                                     | Pecados Antigos, Longas Sombras                         |                                                   | Alberto Rodríguez                   | Espanha              |
| En duva satt på en gren och funderade på tillvaron | Um Pombo Pousou num Galho Refletindo sobre a Existência | Um Pombo Pousou num Ramo a Refletir na Existência | Roy Andersson                       | /                    |
| Turist                                             | Força Maior                                             | Força Maior                                       | Ruben Östlund                       | /                    |
| Leviafan                                           | Leviatã                                                 | Leviatã                                           | Andrey Zvyagintsev                  | Rússia               |
| Samba                                              | Samba                                                   | Samba                                             | Olivier Nakache Éric Toledano       | França               |
| Qu'est-ce qu'on a fait au Bon Dieu?                | Que Mal Eu Fiz a Deus?                                  | Que Mal Fiz Eu a Deus?                            | Philippe de Chauveron               | França               |
| The Imitation Game                                 | O Jogo da Imitação                                      | O Jogo da Imitação                                | Morten Tyldum                       | /                    |
| The Salt of the Earth                              | O Sal da Terra                                          | O Sal da Terra                                    | Wim Wenders Juliano Ribeiro Salgado | França               |
| Victoria                                           | Victoria                                                | Victoria                                          | Sebastian Schipper                  | Alemanha             |
| Fehér isten                                        | Deus Branco                                             | Deus Branco                                       | Kornél Mundruczó                    | /                    |

### Filme revelação - Prémio da crítica (FIPRESCI)
Os nomeados para Melhor Filme de Estreia foram selecionados por uma Comissão composta por representantes dos Prémios do Cinema Europeu e da Federação Internacional de Críticos de Cinema (FIPRESCI).
| Filme                    | Título no Brasil | Título em Portugal | Realização/Direção           | País(es) de produção |
| ------------------------ | ---------------- | ------------------ | ---------------------------- | -------------------- |
| Mustang                  | Cinco Graças     | Mustang            | Deniz Gamze Ergüven          | /                    |
| Ich seh Ich seh          | Boa Noite, Mamãe |                    | Veronika Franz Severin Fiala | Áustria              |
| Limbo                    |                  |                    | Anna Sofie Hartmann          | /                    |
| Slow West                | Oeste sem Lei    | A Caminho do Oeste | John Maclean                 | /                    |
| Im Sommer wohnt er unten |                  |                    | Tom Sommerlatte              | /                    |

### Melhor realizador/diretor
| Realizador/Diretor   | Filme                                              | Título no Brasil                                        | Título em Portugal                                |
| -------------------- | -------------------------------------------------- | ------------------------------------------------------- | ------------------------------------------------- |
| Paolo Sorrentino     | Youth                                              | A Juventude                                             | A Juventude                                       |
| Małgorzata Szumowska | Ciało                                              | Body                                                    |                                                   |
| Yorgos Lanthimos     | The Lobster                                        | O Lagosta                                               | A Lagosta                                         |
| Nanni Moretti        | Mia madre                                          | Mia Madre                                               | Minha Mãe                                         |
| Roy Andersson        | En duva satt på en gren och funderade på tillvaron | Um Pombo Pousou num Galho Refletindo sobre a Existência | Um Pombo Pousou num Ramo a Refletir na Existência |
| Sebastian Schipper   | Victoria                                           | Victoria                                                | Victoria                                          |

### Melhor argumentista/roteirista
| Argumentista/Roteirista            | Filme                                              | Título no Brasil                                        | Título em Portugal                                |
| ---------------------------------- | -------------------------------------------------- | ------------------------------------------------------- | ------------------------------------------------- |
| Yorgos Lanthimos Efthimis Filippou | The Lobster                                        | O Lagosta                                               | A Lagosta                                         |
| Radu Jude Florin Lazarescu         | Aferim!                                            |                                                         |                                                   |
| Alex Garland                       | Ex Machina                                         | Ex Machina: Instinto Artificial                         | Ex Machina                                        |
| Andrew Haigh                       | 45 Years                                           | 45 Anos                                                 | 45 Anos                                           |
| Roy Andersson                      | En duva satt på en gren och funderade på tillvaron | Um Pombo Pousou num Galho Refletindo sobre a Existência | Um Pombo Pousou num Ramo a Refletir na Existência |
| Paolo Sorrentino                   | Youth                                              | A Juventude                                             | A Juventude                                       |

### Melhor ator
| Ator              | Filme            | Título no Brasil | Título em Portugal |
| ----------------- | ---------------- | ---------------- | ------------------ |
| Michael Caine     | Youth            | A Juventude      | A Juventude        |
| Tom Courtenay     | 45 Years         | 45 Anos          | 45 Anos            |
| Colin Farrell     | The Lobster      | O Lagosta        | A Lagosta          |
| Christian Friedel | Elser            |                  | 13 Minutos         |
| Vincent Lindon    | La Loi du marché |                  |                    |

### Melhor atriz
| Atriz              | Filme      | Título no Brasil                | Título em Portugal |
| ------------------ | ---------- | ------------------------------- | ------------------ |
| Charlotte Rampling | 45 Years   | 45 Anos                         | 45 Anos            |
| Margherita Buy     | Mia madre  | Mia Madre                       | Minha Mãe          |
| Laia Costa         | Victoria   | Victoria                        | Victoria           |
| Alicia Vikander    | Ex Machina | Ex Machina: Instinto Artificial | Ex Machina         |
| / Rachel Weisz     | Youth      | A Juventude                     | A Juventude        |

### Melhor diretor de fotografia- Prémio Carlo Di Palma
| Diretor de fotografia | Filme           | Título no Brasil | Título em Portugal |
| --------------------- | --------------- | ---------------- | ------------------ |
| Martin Gschlacht      | Ich seh Ich seh | Boa Noite, Mamãe |                    |

### Melhor editor
| Editor       | Filme | Título no Brasil | Título em Portugal |
| ------------ | ----- | ---------------- | ------------------ |
| Jacek Drosio | Ciało | Body             |                    |

### Melhor diretor de arte
| Diretora de arte | Filme                     | Título no Brasil       | Título em Portugal             |
| ---------------- | ------------------------- | ---------------------- | ------------------------------ |
| Sylvie Olivé     | Le Tout Nouveau Testament | O Novíssimo Testamento | Deus Existe e Vive em Bruxelas |

### Melhor figurinista
| Figurinista      | Filme       | Título no Brasil | Título em Portugal |
| ---------------- | ----------- | ---------------- | ------------------ |
| Sarah Blenkinsop | The Lobster | O Lagosta        | A Lagosta          |

### Melhor compositor
| Compositores | Filme                | Título no Brasil | Título em Portugal |
| ------------ | -------------------- | ---------------- | ------------------ |
| Cat's Eyes   | The Duke of Burgundy |                  |                    |

### Melhor sonoplasta
| Sonoplasta                    | Filme                          | Título no Brasil               | Título em Portugal             |
| ----------------------------- | ------------------------------ | ------------------------------ | ------------------------------ |
| Vasco Pimentel Miguel Martins | As Mil e Uma Noites - Vol. 1-3 | As Mil e Uma Noites - Vol. 1-3 | As Mil e Uma Noites - Vol. 1-3 |

### Melhor coprodução - Prémio Eurimages
| Premiado          | Ocupação |
| ----------------- | -------- |
| Andrea Occhipinti | Produtor |

### Contribuição europeia para o cinema mundial
| Premiado          | Ocupação        |
| ----------------- | --------------- |
| / Christoph Waltz | Ator e cineasta |

### Prémio de carreira
| Premiada           | Ocupação |
| ------------------ | -------- |
| Charlotte Rampling | Atriz    |

### Prémio honorário do Conselho e Presidente dos EFA
| Premiado      | Ocupação |
| ------------- | -------- |
| Michael Caine | Ator     |

### Prémio do Público Jovem
Jovens dos 12 aos 14 anos, de várias cidades europeias, votaram no filme vencedor entre os três filmes nomeados, que assistiram nas sessões especiais realizadas no "Dia de Cinema do Público Jovem", a 3 de maio.
| Filme                 | Título no Brasil | Título em Portugal | Realização/Direção  | País(es) de produção |
| --------------------- | ---------------- | ------------------ | ------------------- | -------------------- |
| Il ragazzo invisibile |                  | O Rapaz Invisível  | Gabriele Salvatores | Itália               |
| Min lilla syster      |                  | A Irmã Mais Nova   | Sanna Lenken        | /                    |
| You're Ugly Too       |                  |                    | Mark Noonan         | República da Irlanda |

### Melhor curta-metragem
Os nomeados para Melhor Curta-Metragem foram selecionados por um júri independente em vários festivais de cinema por toda a Europa.
| Curta-metragem                         | Realização/Direção                           | País(es) de produção         | Festival                     |
| -------------------------------------- | -------------------------------------------- | ---------------------------- | ---------------------------- |
| Piknik                                 | Jure Pavlović                                | Croácia                      | Festival de Drama            |
| Dissonance                             | Till Nowak                                   | Alemanha                     | Festival de Berlim           |
| E.T.E.R.N.I.T.                         | Giovanni Aloi                                | França                       | Festival de Veneza           |
| Field Study                            | Eva Weber                                    | Reino Unido                  | Festival de Cork             |
| Kung Fury                              | David Sandberg                               | Suécia                       | Festival de Vila do Conde    |
| Kuuntele                               | Hamy Ramezan Rungano Nyoni                   | /                            | Festival de Tampere          |
| Naše telo                              | Dane Komljen                                 | /                            | Festival de Roterdão         |
| Over                                   | Jörn Threlfall                               | Reino Unido                  | Festival de Bristol          |
| Im tekhayekh, ha'Olam yekhayekh elekha | Yoav Gross Ehab Tarabieh a família al-Haddad | Israel · Estado da Palestina | Festival de Clermont-Ferrand |
| Fils du loup                           | Lola Quivoron                                | França                       | Festival de Locarno          |
| Symbolic Threats                       | Mischa Leinkauf Lutz Henke Matthias Wermke   | Alemanha                     | Festival de Grimstad         |
| El corredor                            | José Luis Montesinos                         | Espanha                      | Festival de Valladolid       |
| Çevirmen                               | Emre Kayiş                                   | /                            | Festival de Saraievo         |
| This Place We Call Our Home            | Thora Lorentzen Sybilla Tuxen                | Dinamarca                    | Festival de Cracóvia         |
| Washingtonia                           | Konstantina Kotzamani                        | Grécia                       | Festival de Gent             |